# Gelechiidae
Famille
Les Gelechiidae sont une famille de petits insectes de l'ordre des lépidoptères (papillons).
Cette famille comprend de très nombreux genres de microlépidoptères à la répartition mondiale. Les taxonomistes la séparent en trois sous-familles qui comptent plus de 540 genres et 4 500 espèces.

## Liste des sous-familles
- Dichomeridinae
- Gelechiinae
- Pexicopiinae

## Liste des genres

### A
Acanthophila - Acompsia - Acraeologa - Acribologa - Acrophiletis - Acutitornus - Adelomorpha - Adelphotropha - Adoxotricha - Adrasteia - Adullamitis - Aenigma - Aeolotrocha - Aerotypia - Agathactis - Ageliarchis - Agnippe - Agonochaetia - Agriastis - Allocota - Allocotaniana - Allophlebia - Allotelphusa - Alsodryas - Altenia - Ambloma - Amblypalpis - Amblyphylla - Amphigenes - Amphitrias - Anacampsis - Ananarsia - Anapatetris - Anaphaula - Anaptilora - Anarsia - Anasphaltis - Anastomopteryx - Anastreblotis - Anathyrsotis - Angustialata - Angustiphylla - Anisoplaca - Anoecisis - Anomologa - Anomoxena - Anorthosia - Anterethista - Anthinora - Anthistarcha - Antithyra - Apatetris - Apethistis - Aphanaula - Aphanostola - Aphnogenes - Apocritica - Apodia - Aponoea - Apopira - Apotactis - Apothetoeca - Apotistatus - Aproaerema - Araeophalla - Araeophylla - Araeovalva - Aratrognathosia - Archimetzneria - Ardozyga - Aregha - Argolamprotes - Argophara - Argyritis - Argyrolacia - Aristotelia - Aristoteliodes - Arla (en) - Aroga - Arogalea - Arotria - Arotromima - Asapharcha - Aspades - Aspasiodes - Atasthalistis - Athrips - Atoponeura - Atremaea - Aulacomima - Aulidiotis - Australiopalpa - Autodectis - Autoneda - Axyrostola

### B
Bactrolopha - Bactropaltis - Bagdadia - Barticeja - Baryzancla - Batenia - Battaristis - Begoe - Belovalva - Beltheca - Besciva - Biloba - Bilobata - Blastovalva - Brachmia - Brachyacma - Brachycrossata - Brachypsaltis - Brachyzancla - Brochometis - Bruchiana - Bryotropha - Bucolarcha

### C
Cacelice - Calamotypa - Calliphylla - Calliprora - Calyptrotis - Canthonistis - Capidentalia - Capnosema - Carbatina - Carna - Carpatolechia - Carterica - Cartericella - Caryocolum - Catabrachmia - Catalexis - Catameces - Catatinagma - Catelaphris - Cathegesis - Catoptristis - Caulastrocecis - Cauloecista - Cecidonostola - Cecidophaga - Celetodes - Ceratophora - Cerofrontia - Cerycangela - Chaetopogon - Chalcomima - Chaliniastis - Charistica - Chelaria - Chelophoba - Chilopselaphus - Chionoda - Chionodes - Chlorolychnis - Chorivalva - Chretienella - Chretienia - Chrysesthia - Chrysia - Chrysoesthia - Chrysopora - Chthonogenes - Cirrha - Cladodes - Cleodora - Clepsimacha - Clepsimorpha - Clistothyris - Cnaphostola - Cochlevalva - Coconympha - Coleostoma - Coleotechnites - Colobodes - Colonanthes - Colopteryx - Coloptilia - Commatica - Compsolechia - Compsosaris - Coniogyra - Copocercia - Coproptilia - Copticostola - Corynaea - Cosmardia - Cotyloscia - Coudia - Coydalla - Crambodoxa - Crasimorpha - Craspedotis - Cratinitis - Cremona - Croesopola - Crossobela - Crypsimaga - Curvisignella - Cymatomorpha - Cymatoplex - Cymatoplicella - Cymotricha

### D
Dactylethra - Dactylethrella - Dactylota - Dactylotula - Daemonarcha - Daltopora - Darlia - Decatopseustis - Dectobathra - Deimnestra - Deltolophos - Deltophora - Dendrophilia - Dentivalva - Deoclona - Deroxena - Desmaucha - Desmophylax - Deuteroptila - Diastaltica - Dichomeris - Dicranucha - Didactylota - Diprotochaeta - Dirhinosia - Dissoptila - Distinxia - Dolerotricha - Dorycnopa - Doryphora - Doryphorella - Drepanoterma - Dubitationis - Duvita

### E
Echinoglossa - Eidothea - Elasiprora - Elasmion - Emmetrophysis - Empalactis - Empedaula - Empista - Encentrotis - Enchrysa - Encolapta - Encolpotis - Ephelictis - Ephysteris - Epibrontis - Epicharma - Epicharta - Epicorthylis - Epidola - Epilechia - Epimesophleps - Epimimastis - Epiparasia - Epiphthora - Episacta - Epistomotis - Epithectis - Eporgastis - Ereboscaeas - Ergasiola - Ergatis - Erikssonella - Eripnura - Eristhenodes - Erythriastis - Ethirostoma - Ethmiopsis - Eucatoptus - Euchionodes - Eucordylea - Eudactylota - Eudodacles - Euhomalocera - Eulamprotes - Eunebristis - Eunomarcha - Euryctista - Eurysacca - Eurysaccoides - Eurysara - Euryzancla - Euscrobipalpa - Eustalodes - Euzonomacha - Evagora - Evippe - Exceptia - Excommatica - Exoteleia

### F
Faculta - Fapua - Faristenia - Fascista - Ficulea - Filatima - Filisignella - Flexiptera - Fortinea - Friseria - Frumenta - Furcaphora - Furcatisacculus

### G
Gaesa - Galtica - Gambrostola - Gelechia - Gelechiodeorum - Geniadophora - Gibbosa - Gladiovalva - Glaphyrerga - Glauce - Glycerophthora - Gnorimoschema - Gnosimacha - Gobipalpa - Gomphocrates - Gonaepa - Grandipalpa - Guebla - Guenea

### H
Hapalonoma - Hapalosaris - Haplochela - Haplovalva - Harmatitis - Harpagidia - Harpagus - Hedma - Helcystogramma - Heliangara - Helice - Helina - Hemiarcha - Heringia - Heringiola - Heterozancla - Hierangela - Hinnebergia - Holaxyra - Holcophora - Holcophoroides - Holophysis - Homoshelas - Homotima - Horridovalva - Hylograptis - Hyodectis - Hypatima - Hypelictis - Hyperecta - Hypocecis - Hypodrasia'

### I
Idiobela - Idiophantis - Idiozancla - Ilingiotis - Ilseopsis - Inotica - Iochares - Iocharis - Irenidora - Iridesna - Ischnocraspedus - Ischnophenax - Ischnophylla - Isembola - Isochasta - Isophrictis - Issikiopteryx - Istrianis - Iulota - Ivanauskiella - Iwaruna

### K
Kahelia - Karwandania - Keiferia - Kiwaia - Klaussattleria - Klimeschiopsis

### L
Lacharissa - Lachnostola - Lacistodes - Lamprotes - Lanceopenna - Lanceoptera - Larcophora - Laris - Lasiarchis - Lata - Lathontogenus - Latrologa - Leistogenes - Leobatus - Leptogeneia - Lerupsia - Leuce - Leucogonia - Leucogoniella - Leucophylla - Leuronoma - Leuropalpa - Leurozancla - Lexiarcha - Limenarchis - Lioclepta - Lipatia - Lita - Lixodessa - Locharcha - Logisis - Lophaeola - Lophozancla - Lutilabria - Lysipatha

### M
Machlotricha - Macracaena - Macrenches - Macrocalcara - Macrozancla - Magnifacia - Magonympha - Malacotricha - Megacraspedus - Megalocypha - Melitoxestis - Melitoxoides - Menecratistis - Meridorma - Merimnetria - Mesogelechia - Mesophleps - Metabolaea - Metanarsia - Metaplatyntis - Metatactis - Meteoristis - Metopios - Metopleura - Metzneria - Microcraspedus - Microdendrophilia - Microlechia - Microsetia - Mimomeris - Mirificarma - Mnesistega - Mniophaga - Molopostola - Mometa - Monochroa - Musurga - Myconita - Myrophila - Mystax - Mythographa

### N
Naera - Nannodia - Narthecoceros - Nealyda - Neda - Neochrista - Neochronistis - Neodactylota - Neofaculta - Neofriseria - Neolechia - Neopachnistis - Neopalpa - Neopatetris - Neoschema - Neotelphusa - Nesolechia - Nevadia - Nevadopalpa - Noeza - Nomia - Nothris - Numatra - Nuntia

### O
Ochmastis - Ochrodia - Octonodula - Oecocecis - Oegoconiodes - Oeseis - Oestomorpha - Oncerozancla - Onebala - Opacochroa - Opacopsis - Ophiolechia - Organitis - Origo - Ornativalva - Orsodytis - Orsotricha - Orthoptila - Oxybelia - Oxycryptis - Oxylechia - Oxypteryx - Oxysactis

### P
Pachygeneia - Pachysaris - Palintropa - Paltodora - Paltoloma - Palumbina - Pancoenia - Panicotricha - Panplatyceros - Pappophorus - Parabola - Parabrachmia - Parachronistis - Paralechia - Paralida - Parallactis - Parametanarsia - Paranarsia - Paranoea - Parapodia - Parapsectris - Paraschema - Paraselotis - Parasia - Paraspistes - Parastega - Parastenolechia - Paratelphusa - Parathectis - Parelectra - Parelectroides - Paristhmia - Pauroneura - Pavolechia - Pectinophora - Pelocnistis - Pelostola - Perioristica - Pessograptis - Petalostoma - Petalostomella - Peucoteles - Pexicopia - Phaeotypa - Phaetusa - Phanerophalla - Pharangitis - Phloeocecis - Phloeograptis - Phobetica - Photodotis - Phricogenes - Phrixocrita - Phthoracma - Phthorimaea - Phylopatris - Physoptila - Picroptera - Pilocrates - Piskunovia - Pithanurga - Pityocona - Platyedra - Platymacha - Platyphalla - Plectrocosma - Plocamosaris - Poecilia - Pogochaetia - Polyhymno - Porpodryas - Pragmatodes - Prasodryas - Primischema - Proactica - Proadamas - Procharista - Proclesis - Prodosiarcha - Prolita - Promolopica - Prophoraula - Proselotis - Prosodarma - Prosomura - Prostomeus - Proteodoxa - Protolechia - Protoparachronistis - Psamathocrita - Psamathoscopa - Pseudarla - Pseudathrips - Pseudochelaria - Pseudosophronia - Pseudosymmoca - Pseudoteleia - Pseudotelphusa - Psoricoptera - Ptilostonychia - Ptocheuusa - Ptycerata - Ptychovalva - Pulicalvaria - Pycnobathra - Pycnodytis - Pyncostola

### R
Radionerva - Recurvaria - Reichardtiella - Resupina - Reuttia - Rhadinophylla - Rhinosia - Rhobonda - Rhynchopacha - Rhynchotona - Rifseria - Rotundivalva

### S
Sagaritis - Sarotorna - Sathrogenes - Satrapodoxa - Sattleria - Sautereopsis - Schemataspis - Schematistis - Schistonoea - Schistophila - Schistovalva - Schizovalva - Schmidtnielsenia - Schneidereria - Schuetzeia - Scindalmota - Sclerocecis - Sclerocopa - Sclerograptis - Sclerophantis - Scodes - Scrobipalpa - Scrobipalpoides - Scrobipalpomima - Scrobipalpopsis - Scrobipalposis* - Scrobipalpula - Scrobipalpuloides - Scrobipalpulopsis - Scrobischema - Scrobitasta - Scythostola - Semiomeris - Semnostoma - Semocharista - Semodictis - Semophylax - Sicera - Siderea - Simoneura - Sinevia - Sinoe - Sirogenes - Sitotroga - Smenodoca - Sophronia - Sorotacta - Spermanthrax - Sphagiocrates - Sphaleractis - Sphenocrates - Sphenogrypa - Sriferia - Stachyostoma - Stagmaturgis - Stegasta - Stenoalata - Stenolechia - Stenolechiodes - Stenopherna - Stenovalva (Amsel) - Stenovalva (Janse) - Steremniodes - Stereodmeta - Stereomita - Sterrhostoma - Stibarenches - Stigmasophronia - Stigmatoptera - Stiphrostola - Stomopteryx - Stomylia - Streniastis - Strenophila - Streyella - Strobisia - Struempelia - Symbatica - Symbolistis - Symmetrischema - Symmetrischemulum - Symphanactis - Synactias - Syncathedra - Syncopacma - Syncratomorpha - Syndesmica - Syneunetis - Syngelechia - Syngenomictis - Synthesiopalpa - Syringopais - Syrmadaula - Systasiota

### T
Tabernillaia - Tachyptilia - Tahla - Tanycyttara - Taphrosaris - Taygete - Tecia - Telea - Teleia - Teleiodes - Teleiopsia - Teleiopsis - Telephata - Telephila - Telphusa - Tenera - Teuchophanes - Thaumaturgis - Theisoa - Thelyasceta - Thiognatha - Thiotricha - Thistricha - Tholerostola - Thriophora - Thrypsigenes - Thymosopha - Thyrsomnestis - Thyrsostoma - Tila - Tildenia - Tiranimia - Tituacia - Tocmia - Togia - Tornodoxa - Tosca - Toxidoceras - Toxoceras - Toxotacma - Trachyedra - Tricerophora - Trichembola - Trichotaphe - Tricyanaula - Tricyphistis - Tritadelpha - Trychnopalpa - Trypanisma - Trypherogenes - Tsochasta - Turcopalpa - Tuta - Tutor

### U
Uliaria - Uncustriodonta - Untomia

### V
Vadenia - Vazugada - Vicina - Virgula - Vladimirea

### X
Xenolechia - Xenorrhythma - Xerometra - Xystophora

### Z
Zalithia - Zeempista - Zelosyne - Ziminiola - Zizyphia - Zomeutis